# Лаура Енсон
Лаура Енсон (англ. Laura Anson; 2 січня 1892—15 липня 1968) — американська акторка.
Поліна Енсон народилася 2 січня 1892 року в Омасі, штат Небраска, США. Відома за фільмами «Сама велика» (1922), «Якщо ти віриш, це так» (1922) та «Божевільний одружується» (1921). Була одружена з Філо Маккалло.
Померла 15 липня 1968 року в Вудленд-Гіллс, Лос-Анджелес, Каліфорнія, США.

## Вибрана фільмографія
- 1920 — Солодка лаванда / Sweet Lavender
- 1921 — Божевільний одружується / Crazy to Marry
- 1921 — Нетрудящий клас / The Idle Class